# Chomeinischahr
Chomeinischahr (persisch خمینی‌شهر Chomeynīschahr, auch als Chomeynī Schahr transkribiert) ist eine Stadt in der iranischen Provinz Isfahan und Hauptstadt des Verwaltungsbezirks Chomeinischahr. Bei der Volkszählung aus dem Jahre 2006 betrug ihre Bevölkerung 218.737, aufgeteilt auf 57.551 Familien.
Chomeinischahr ist Teil der Metropolregion Isfahan. Vor 1930 lautete der Name der Stadt Sedeh (سده), später Homāyūnschahr (همایون‌شهر), und schließlich ab der Islamischen Revolution 1979 Chomeinischahr (=Chomeynis Stadt) zu Ehren des Theokraten Ruhollah Chomeini. Lokal lebt die ursprüngliche Bezeichnung Sedeh jedoch fort.

## Geschichte
Der ursprüngliche Name Sedeh stammt gemäß dem Volksglauben von Seh-dež ab und bedeutet drei Burgen (dež/دژ bedeutet Burg). Dieser Name ist auf die Gründung der Stadt durch das Zusammenwachsen von drei benachbarten Verteidigungsanlagen zurückzuführen. Die Hauptburgen sind Kohan Dež und Gar Dež (lokal Dar ausgesprochen). Demnach soll Seh-dež eine sassanidische Militärbasis und Ateschgah (Feuerstätte) auf der Spitze eines Berges nahe der Stadt gewesen sein. Eventuell ist der Name aber auch auf das altiranische Sadeh-Fest zurückzuführen.
Die Stadt besteht aus fünf ehemaligen Dörfern, in der Hauptsache aus den drei Siedlungsschwerpunkten Chuzan (örtlich Chizun ausgesprochen), Foruschan (der Ursprung von Foruschan war Parischan/Engelsgesicht) und Varnosfaderan (Venesfohun). Dies ist auch heute noch im Stadtbild zu erkennen.
Unter der Regentschaft des Reza Schah Pahlavi wurde der Name der Stadt in Homayunschahr umgeändert, was wörtlich „glückliche/erhabene Stadt“ bedeutet. Homayun war auch ein Titel des Schahs, und so sollte der Name auch den Glanz der Pahlavi-Dynastie widerspiegeln. Nach der Islamischen Revolution von 1979 wurde die Stadt abermals umbenannt, diesmal nach dem Ajatollah Chomeini, dem Führer der Islamischen Revolution.
In der Stadt unterhält die Islamische Azad-Universität einen Campus, sie hat einen Schwerpunkt auf Maschinenbau und Elektroingenieurswesen.

## Persönlichkeiten
- Asghar Farhadi (* 1972), Drehbuchautor und Regisseur